# Kałatouki
Kałatouki (biał. Калатоўкі; ros. Колотовки, Kołotowki) – wieś na Białorusi, w obwodzie witebskim, w rejonie orszańskim, w sielsowiecie Mieżawa, przy linii kolejowej Witebsk – Orsza.